# Peniocereus occidentalis
Peniocereus occidentalis är en kaktusväxtart som beskrevs av Bravo. Peniocereus occidentalis ingår i släktet Peniocereus och familjen kaktusväxter. Inga underarter finns listade i Catalogue of Life.